# Comuna Pojorâta, Suceava
Pojorâta este o comună în județul Suceava, Bucovina, România, formată din satele Pojorâta (reședința) și Valea Putnei. Comuna Pojorâta se află situată în nord - estul României și în vestul județului Suceava. Teritoriul comunei Pojorâta este situat din punct de vedere fizico - geografic la poalele Masivului Giumalău (1857 m), în văile râurilor Moldova și Putna. În aval de comuna Pojorâta, Valea Moldovei se îngustează brusc în gresiile și conglomeratele de Muncel, luând aspect tipic de chei, „Cheile Pojorîtei", care sunt flancate de dealurile Muncel la nord și Măgura cu Piatra Stejarului la est. În peretele stâncos și abrupt al Măgurii se găsește rezervația geologică cunoscută sub numele de „Stratele de Pojorâta".

## Demografie
Componența etnică a comunei Pojorâta
     Români (95,39%)
     Alte etnii (4,61%)
Componența confesională a comunei Pojorâta
     Ortodocși (93,77%)
     Alte religii (1,37%)
     Necunoscută (4,86%)
Conform recensământului efectuat în 2021, populația comunei Pojorâta se ridică la 2.777 de locuitori, în scădere față de recensământul anterior din 2011, când fuseseră înregistrați 2.908 locuitori. Majoritatea locuitorilor sunt români (95,39%). Din punct de vedere confesional, majoritatea locuitorilor sunt ortodocși (93,77%), iar pentru 4,86% nu se cunoaște apartenența confesională.

## Politică și administrație
Comuna Pojorâta este administrată de un primar și un consiliu local compus din 11 consilieri. Primarul, Ioan Bogdan Codreanu[*], de la Partidul Național Liberal, este în funcție din 2008. Începând cu alegerile locale din 2024, consiliul local are următoarea componență pe partide politice:
|  | Partid                    | Consilieri | Componența Consiliului | Componența Consiliului | Componența Consiliului | Componența Consiliului | Componența Consiliului | Componența Consiliului |
|  | ------------------------- | ---------- | ---------------------- | ---------------------- | ---------------------- | ---------------------- | ---------------------- | ---------------------- |
|  | Partidul Național Liberal | 6          |                        |                        |                        |                        |                        |                        |
|  | Partidul Social Democrat  | 5          |                        |                        |                        |                        |                        |                        |

## Recensământul din 1930
Componența etnică a comunei Pojorâta
     Români (60,17%)
     Germani (35,81%)
     Evrei (2,86%)
     Polonezi (0,51%)
     Altă etnie (0,65%)
Componența confesională a comunei Pojorâta
     Ortodocși (59,81%)
     Romano-catolici (20,71%)
     Mozaici (2,86%)
     Evanghelici\Luterani (16,15%)
     Altă religie (0,47%)
Conform recensământului efectuat în 1930, populația comunei Pojorâta se ridica la 2.762 locuitori. Majoritatea locuitorilor erau români (60,17%), cu o minoritate de germani (35,81%), una de evrei (2,86%) și una de polonezi (0,51%). Alte persoane s-au declarat: ruteni (5 persoane), maghiari (1 persoană), ruși (5 persoane), sârbi\croați\sloveni (1 persoană) și greci (1 persoană). Din punct de vedere confesional, majoritatea locuitorilor erau ortodocși (59,81%), dar existau și romano-catolici (20,71%), mozaici (2,86%), evanghelici\luterani (16,15%). Alte persoane au declarat: greco-catolici (5 persoane), ortodocși pe stil vechi (2 persoane), adventiști (1 persoană) și alte religii (5 persoane).

## Personalități născute aici
- Iraclie Flocea (1893 - 1964), călugăr ortodox, canonizat ca sfânt.

## Imagini

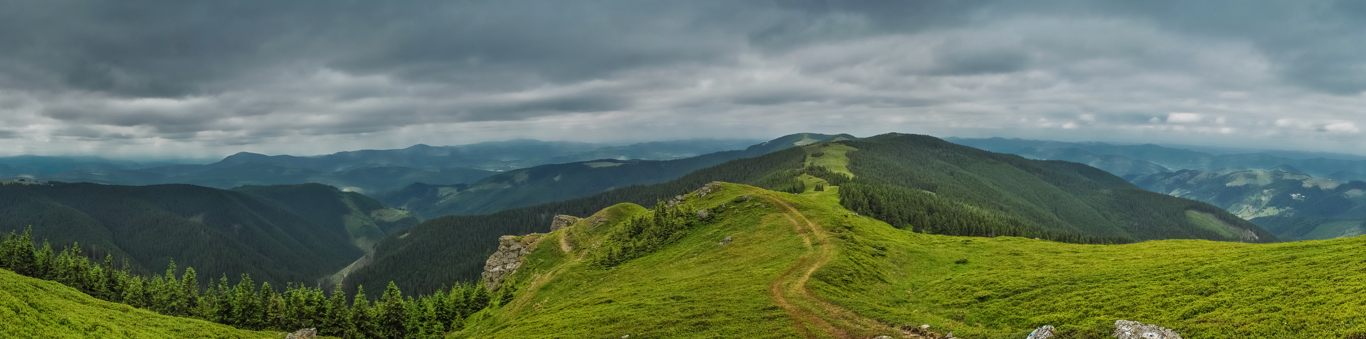
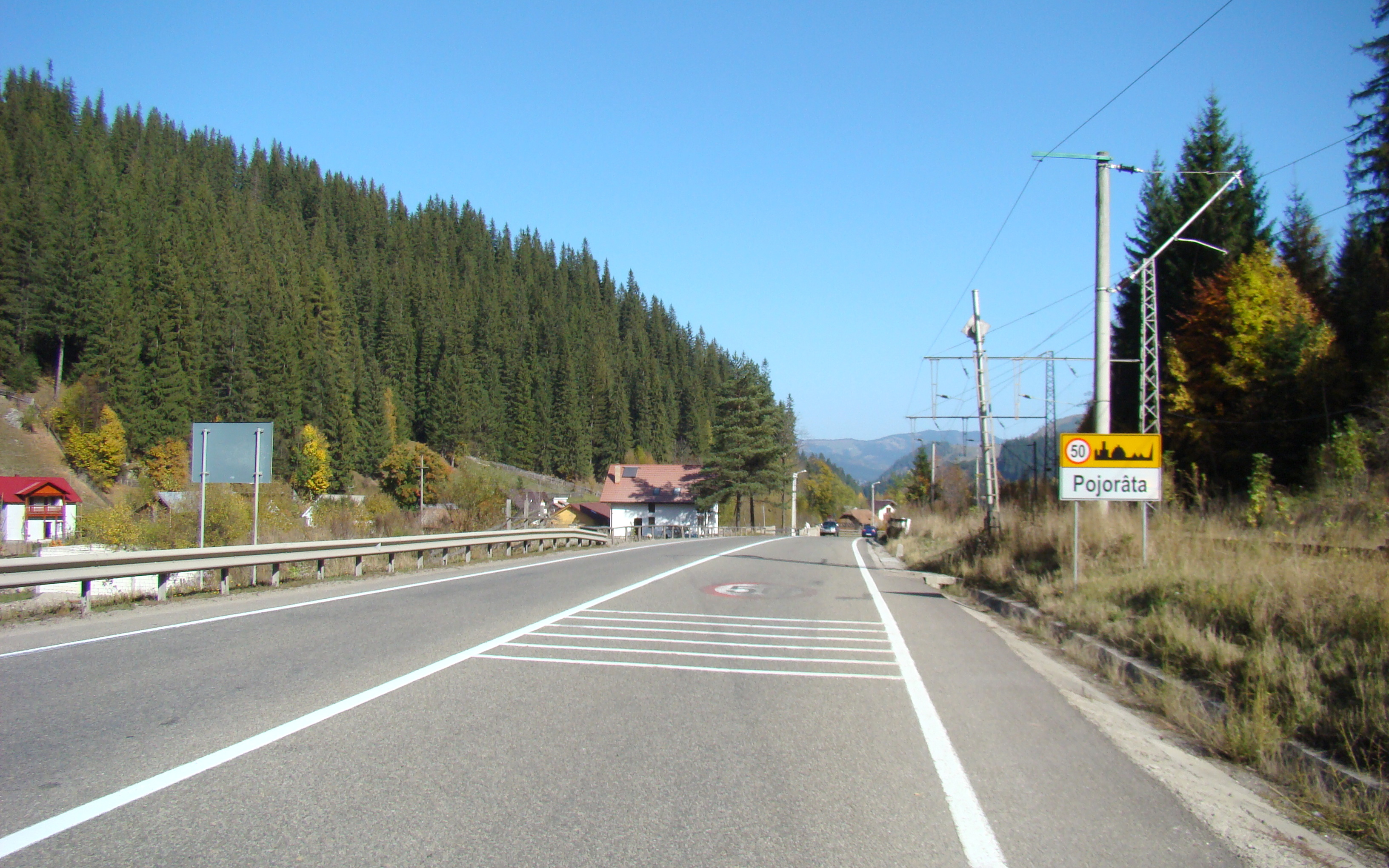
Intrarea în localitate
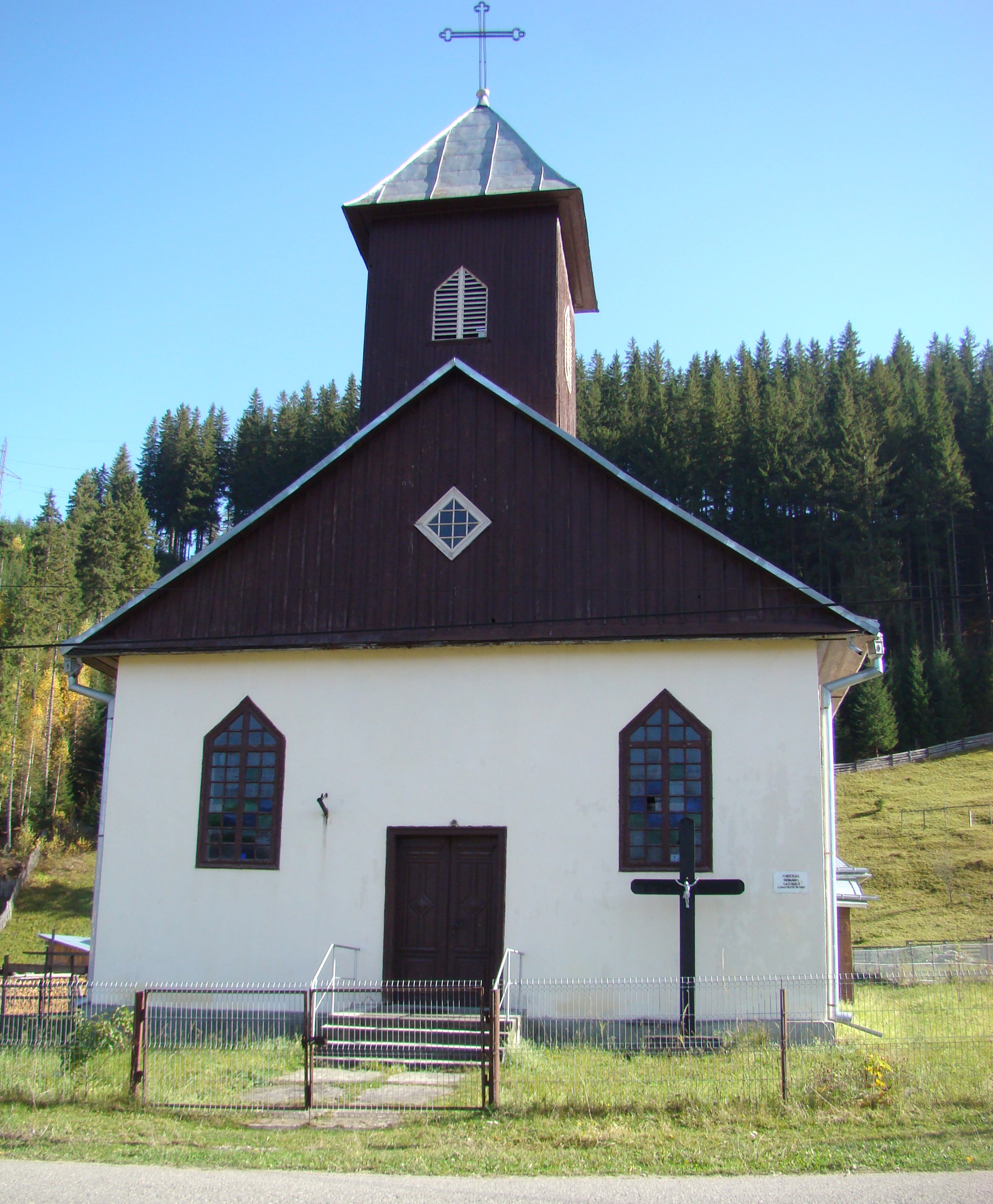
Biserica romano-catolică (1865)
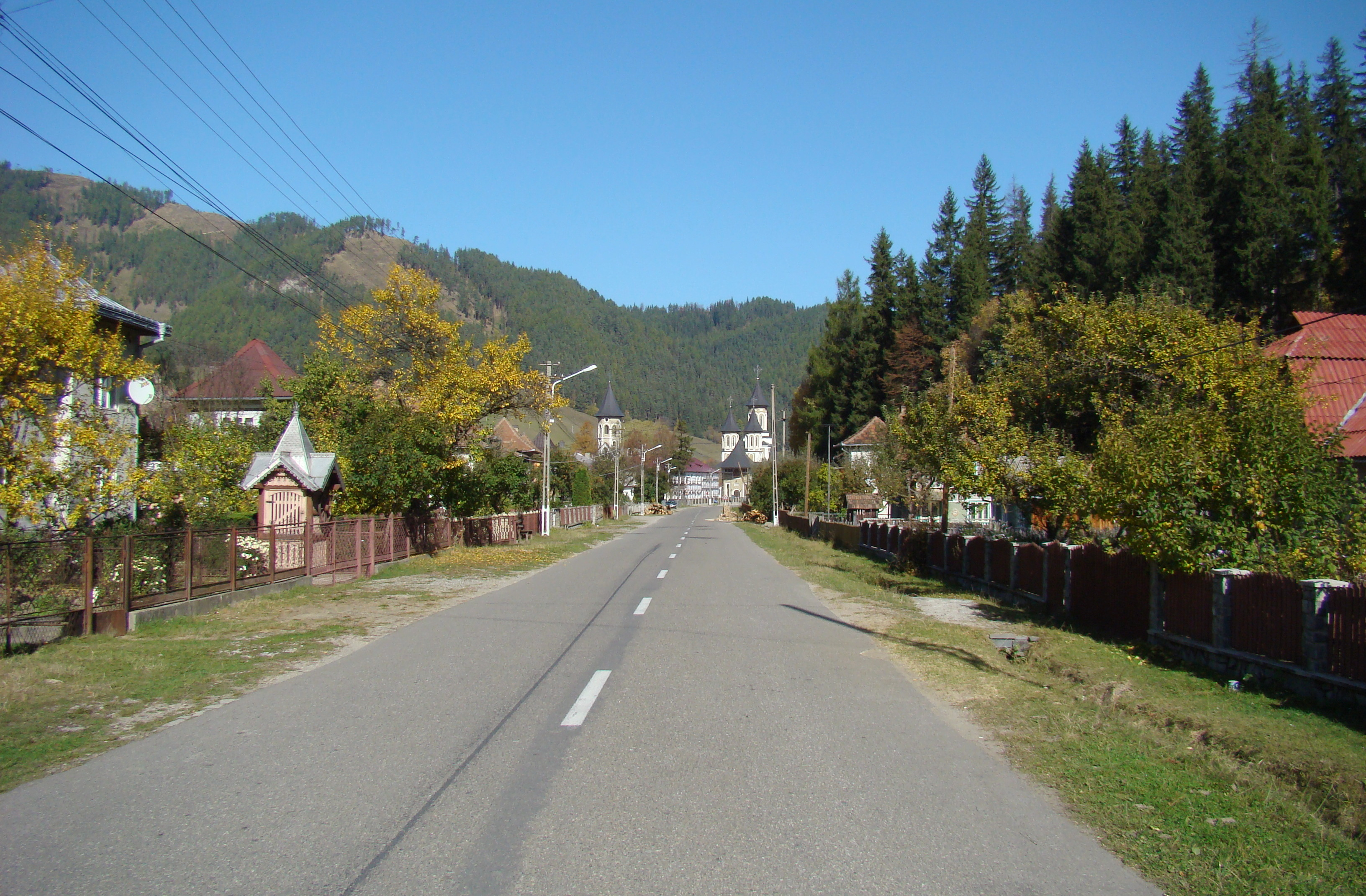
Pojorâta
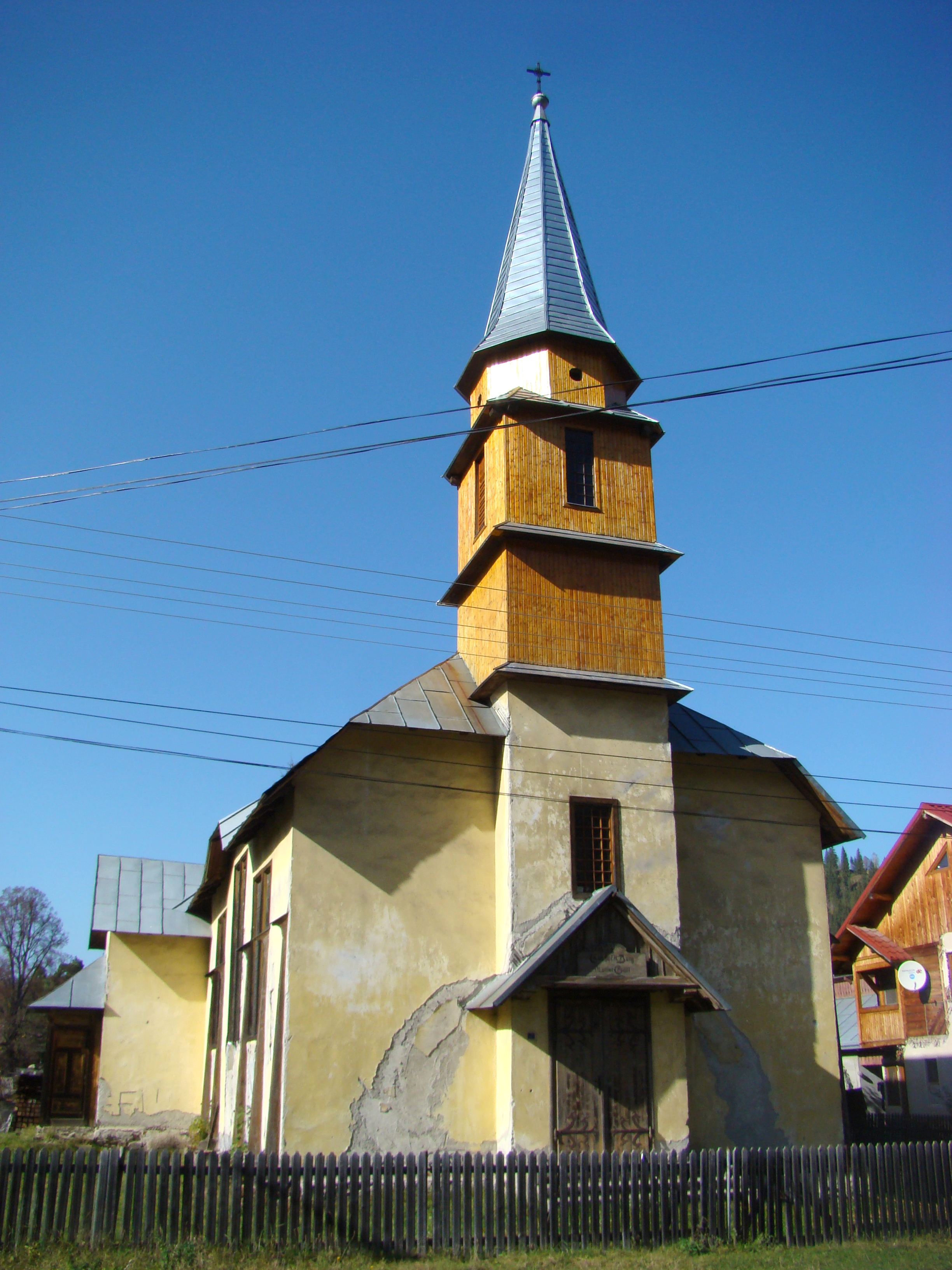
Biserica evanghelică
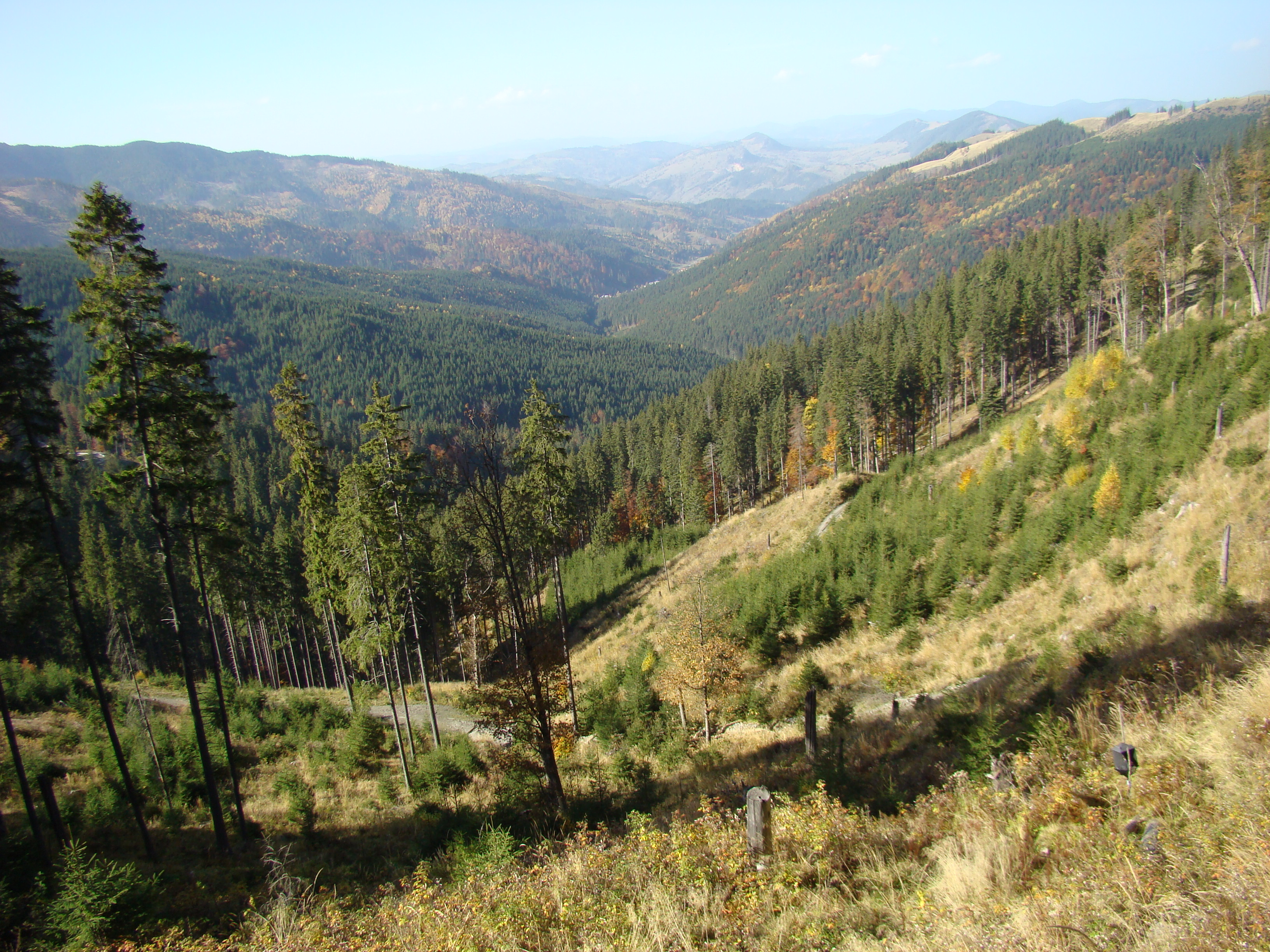
Transrarău
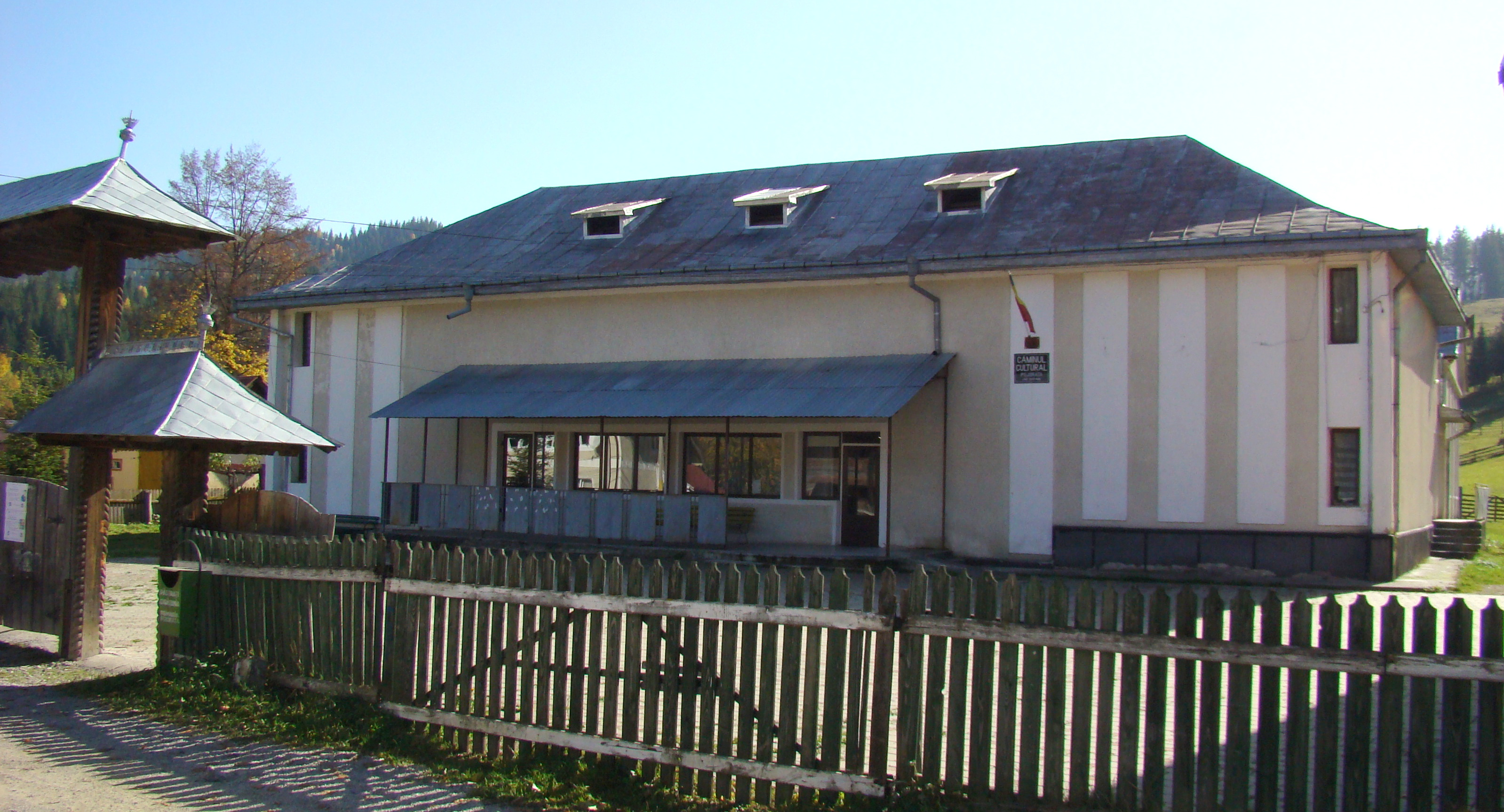
Căminul cultural
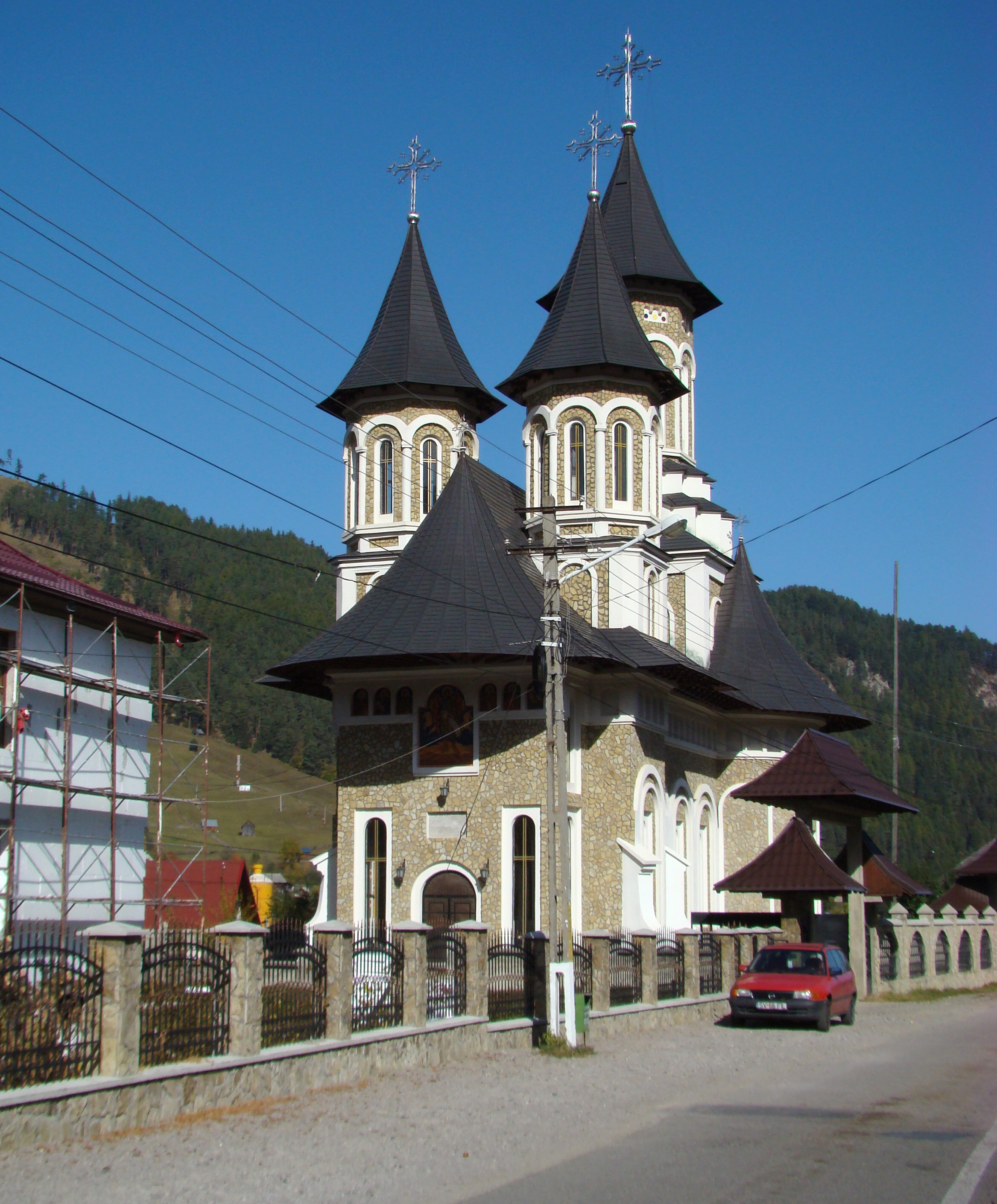
Biserica „Sfântul Ioan Botezătorul”
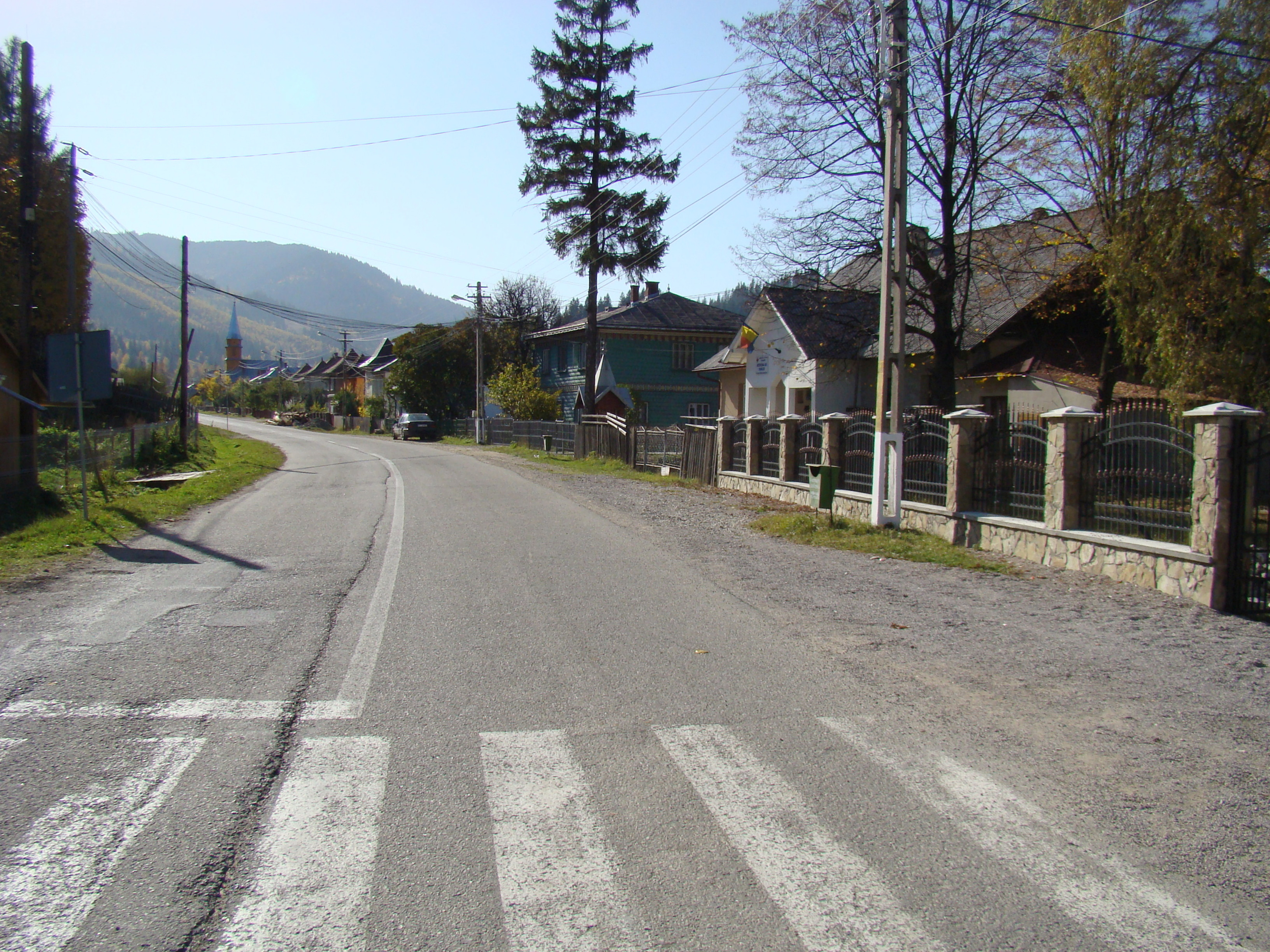
Pojorâta
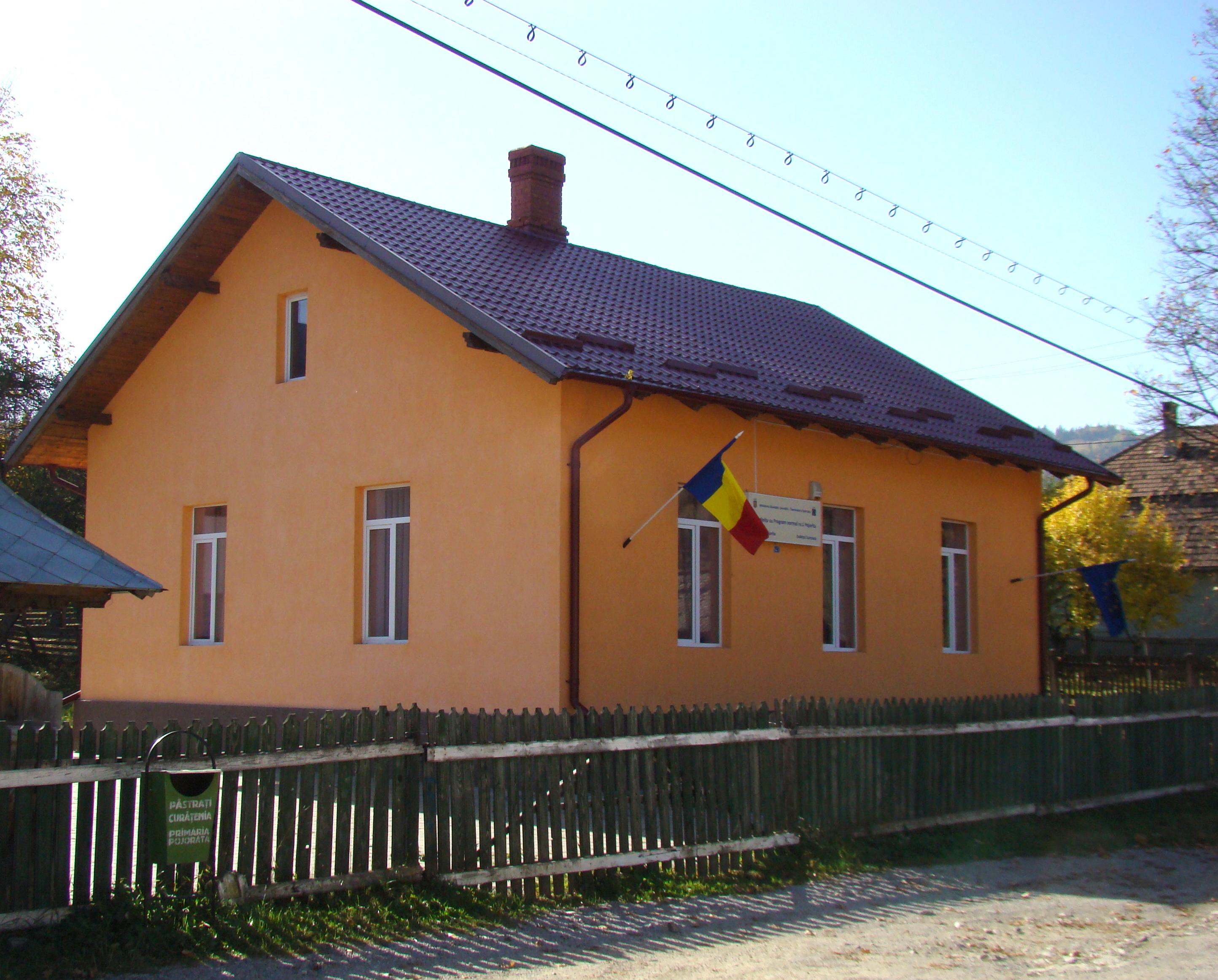
Grădinița
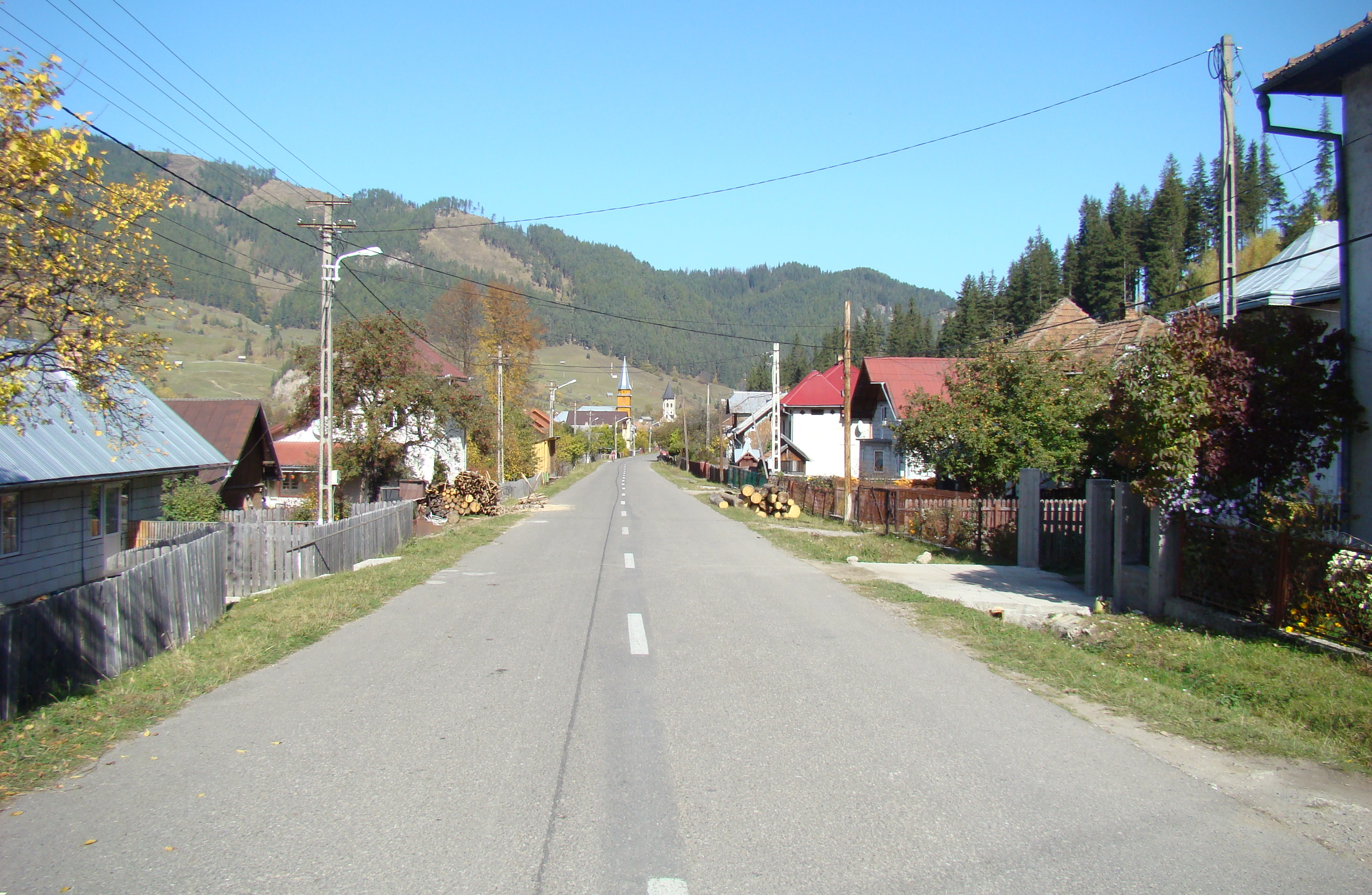
Pojorâta
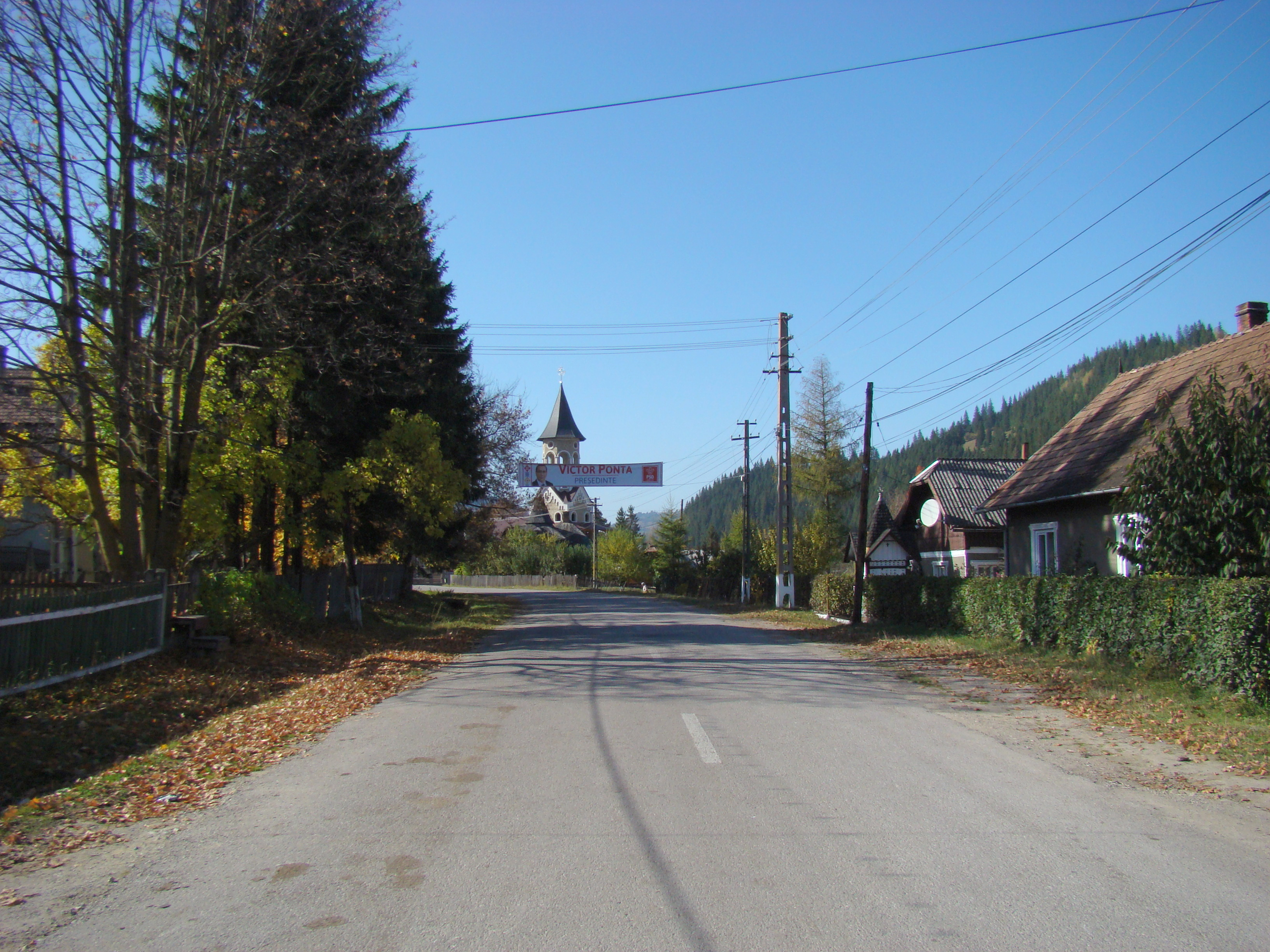
Pojorâta
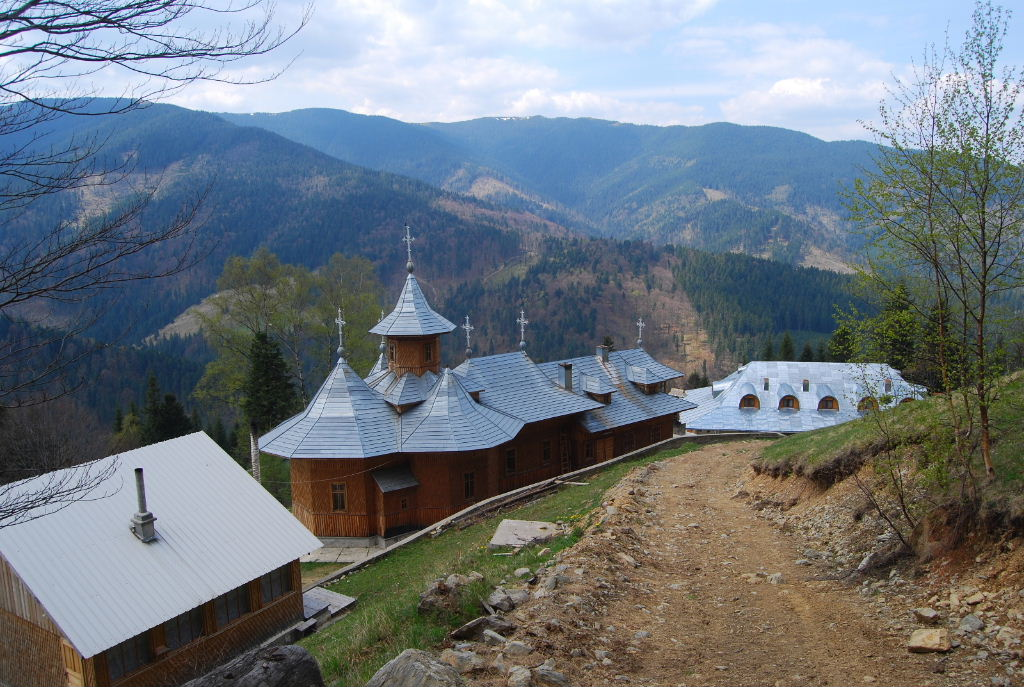
Mănăstirea Corlățeni
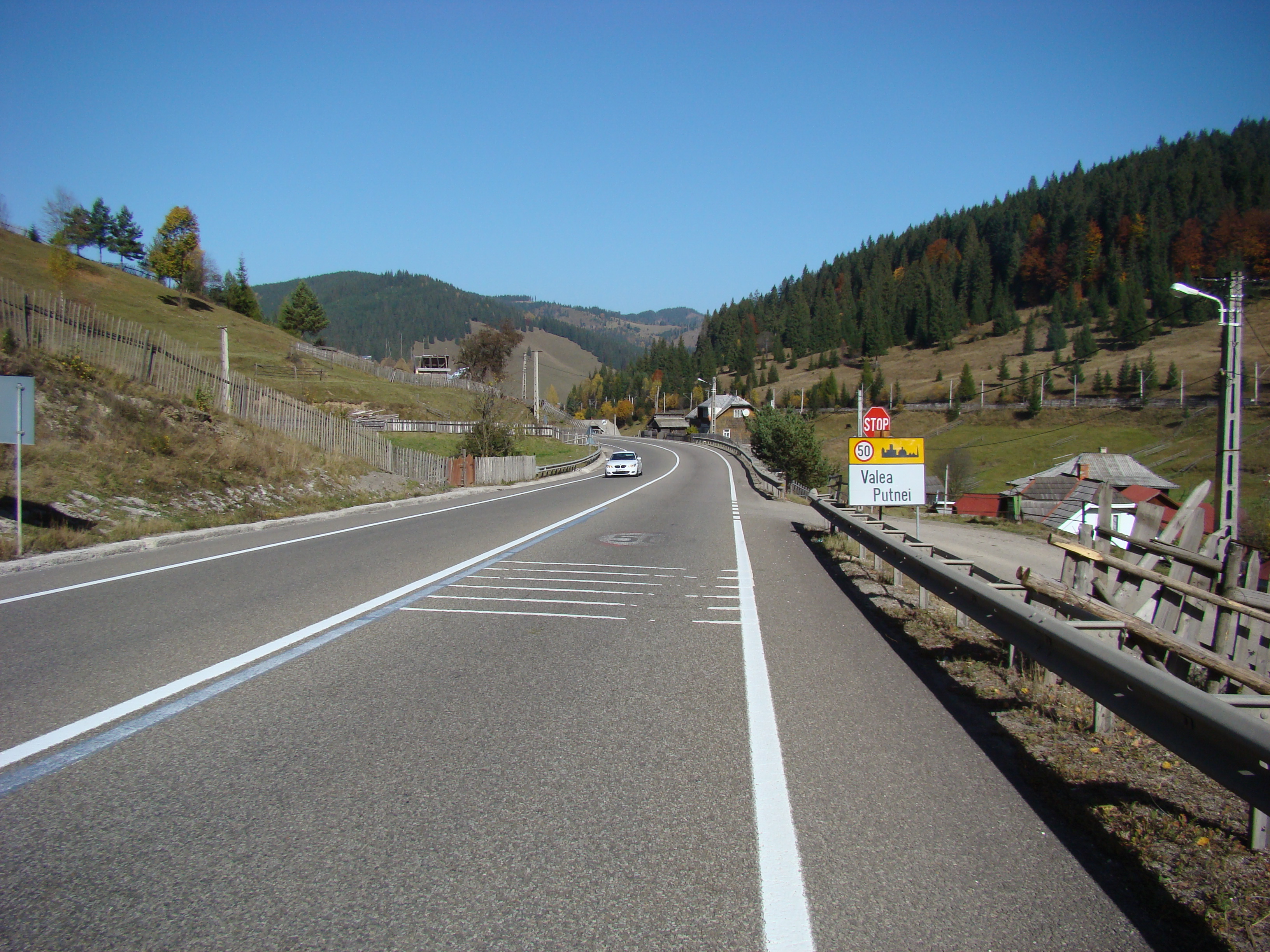
Valea Putnei
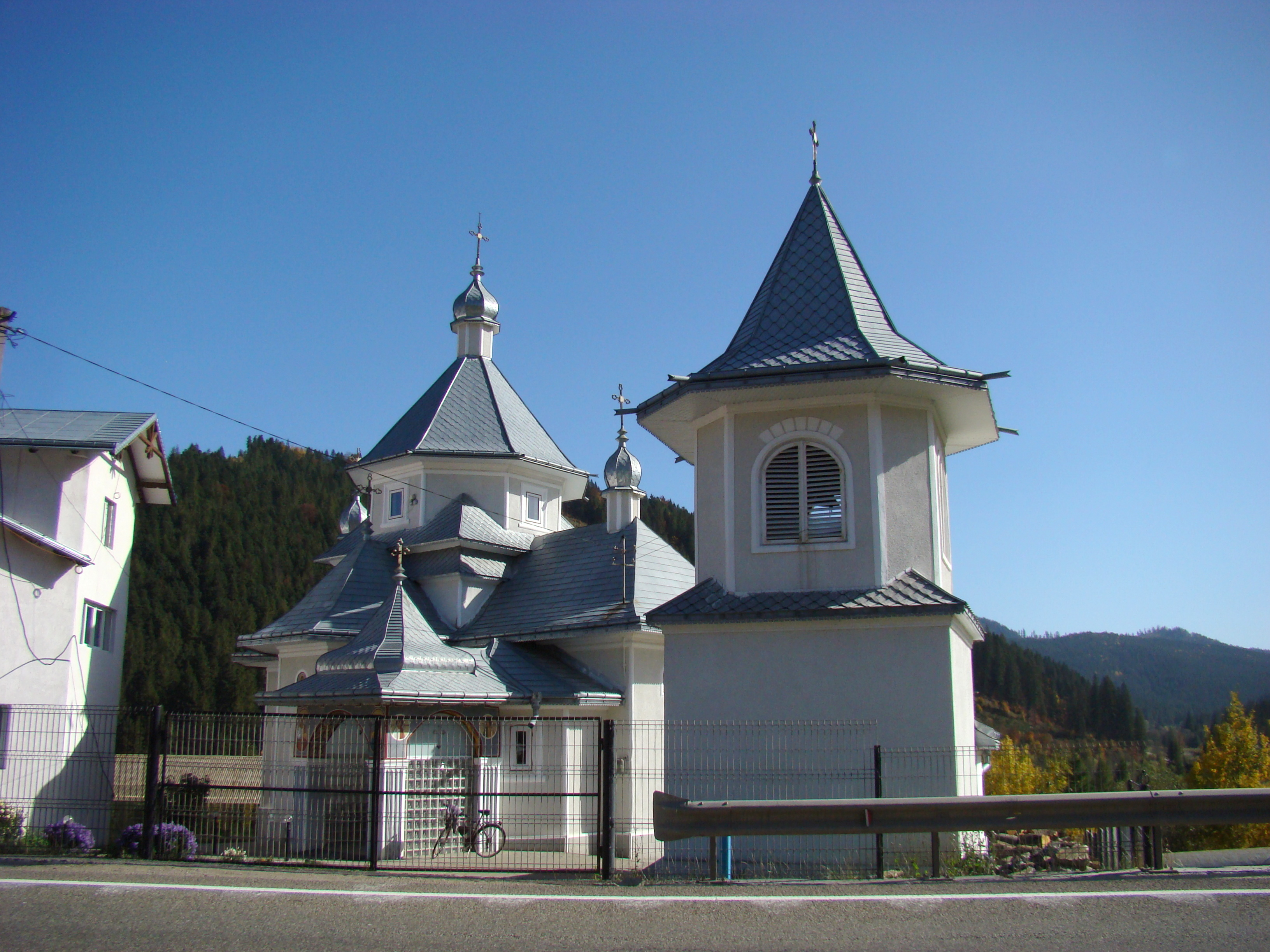
Biserica „Sfinții Arhangheli” din Valea Putnei (1918)
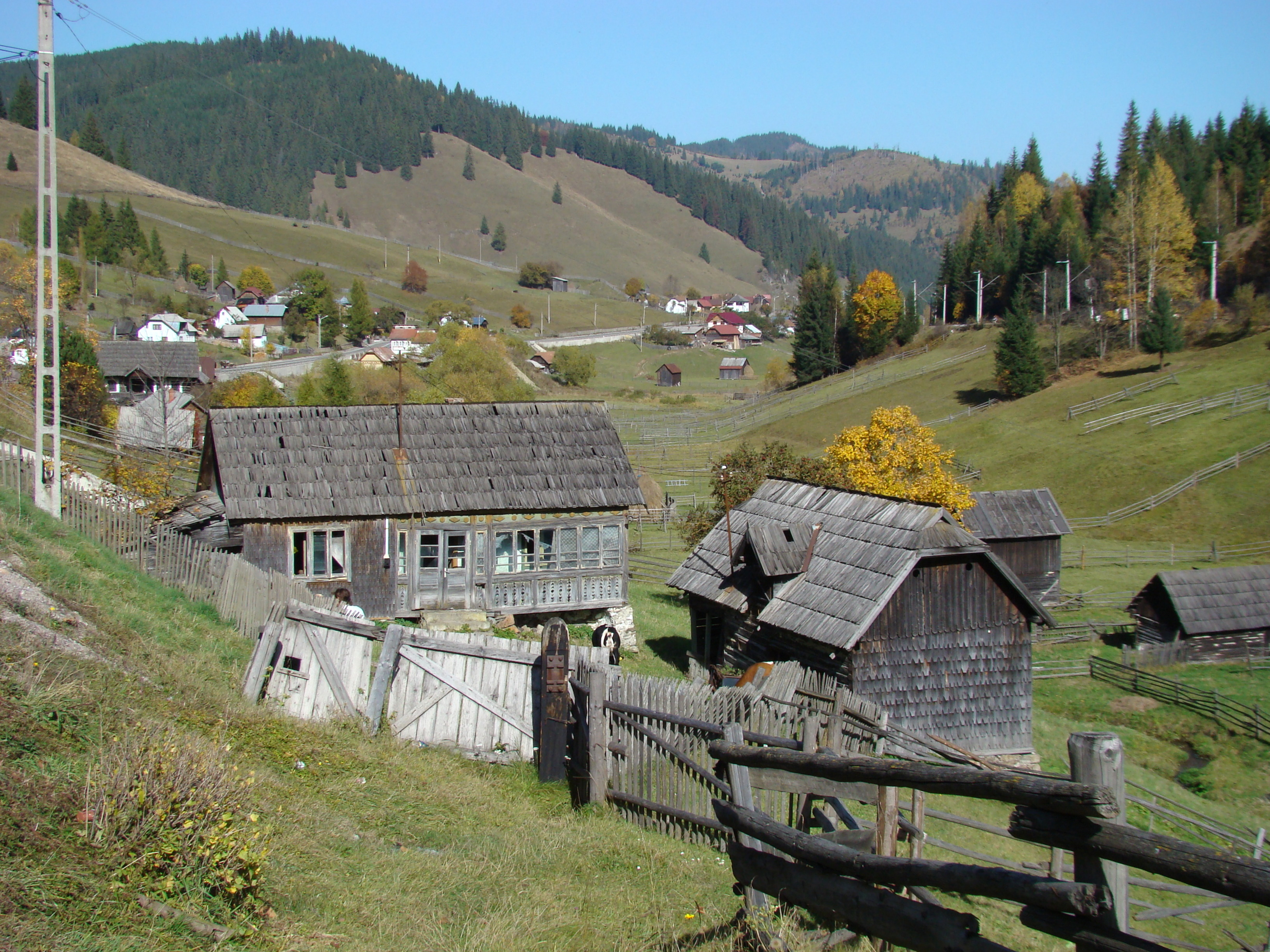
Valea Putnei
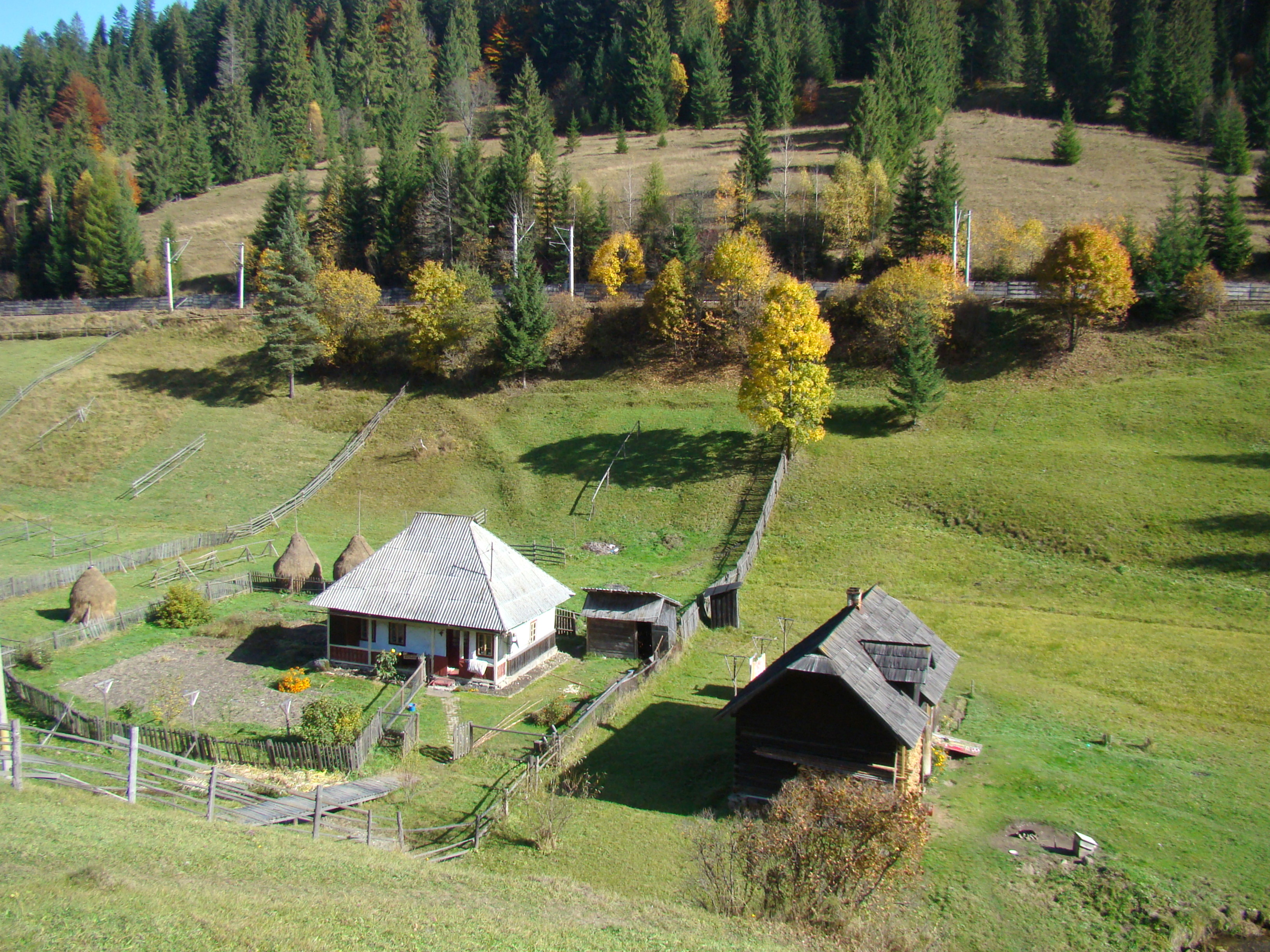
Valea Putnei
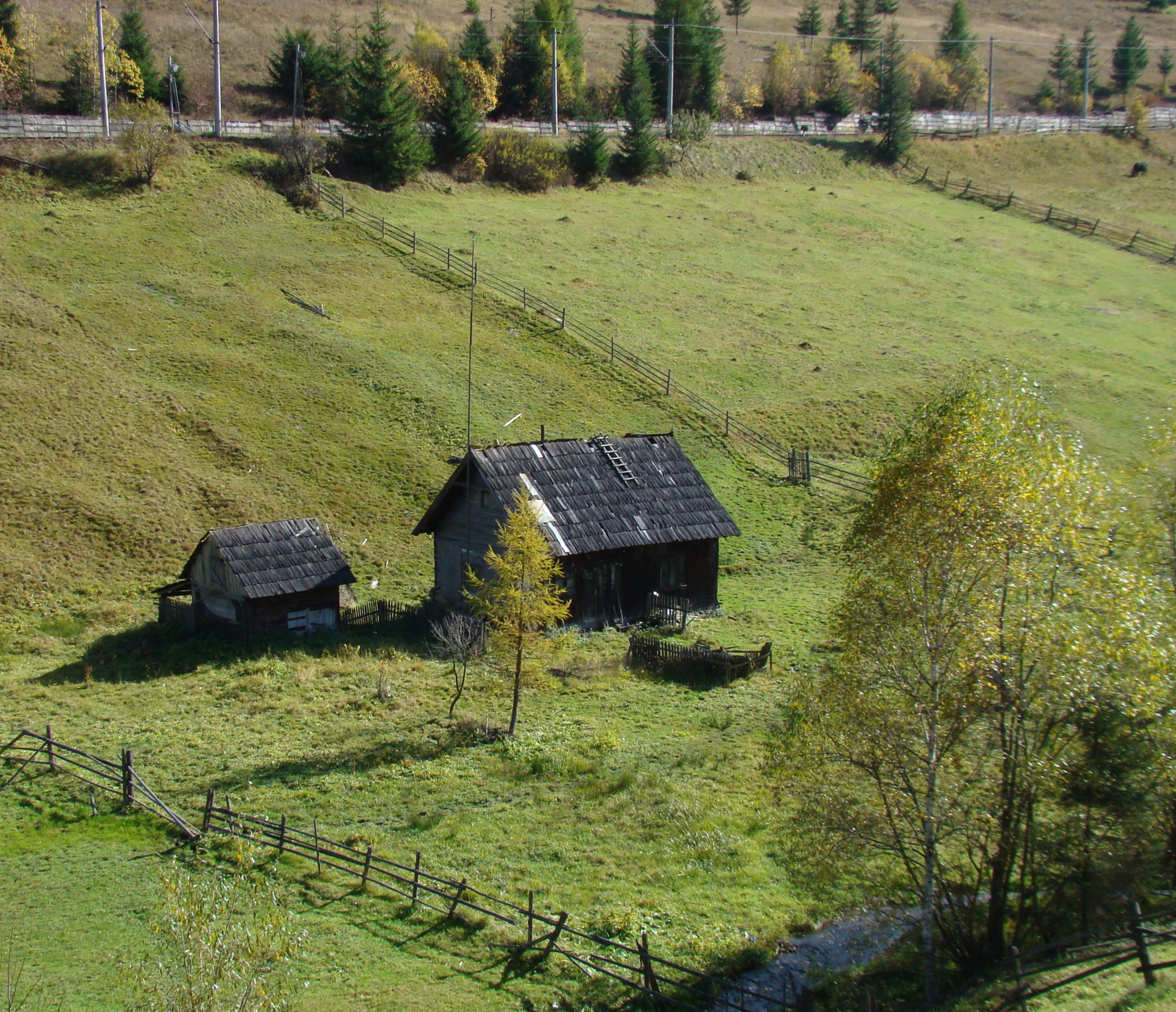
Valea Putnei
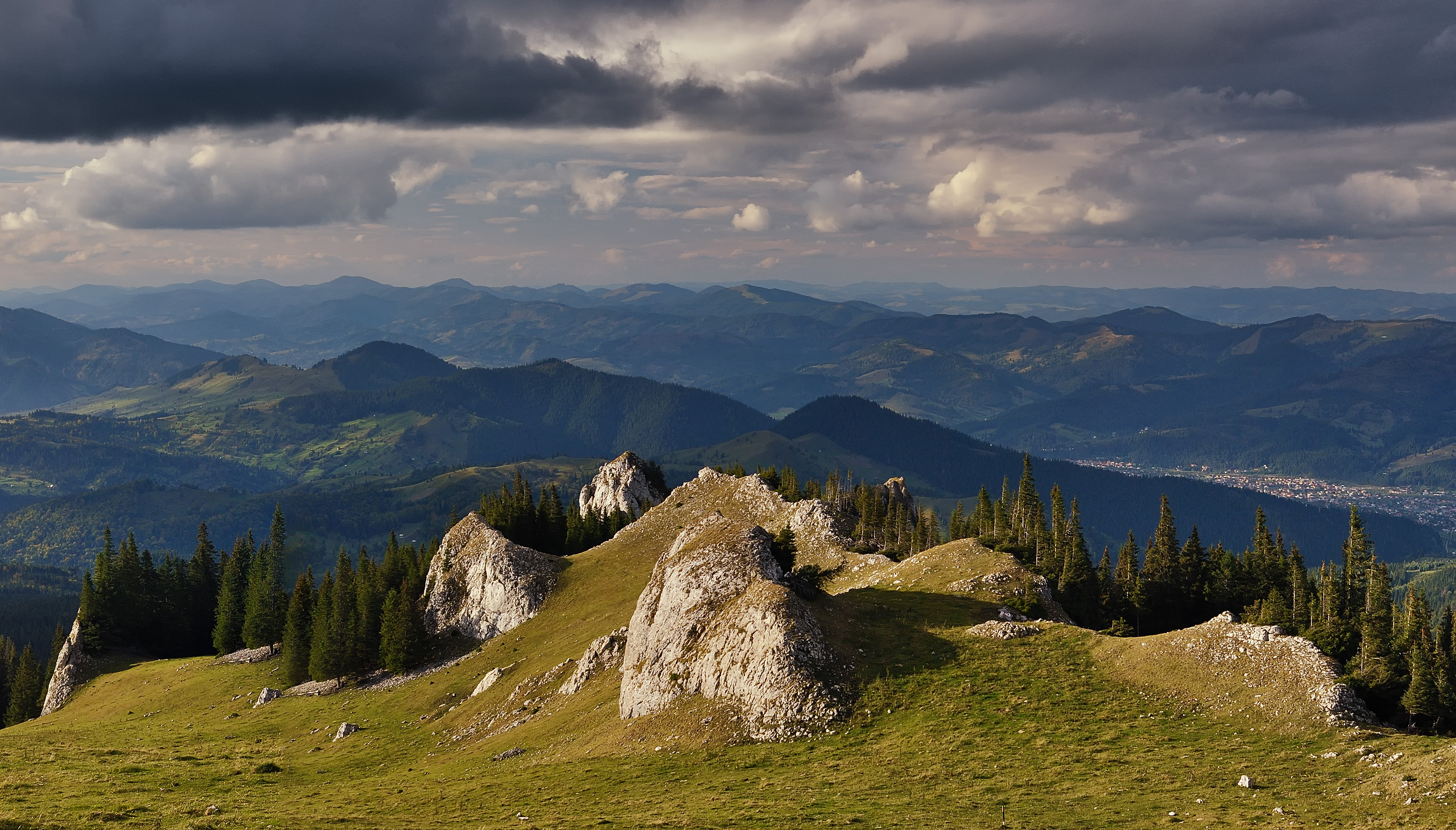
Rarău